# 破精
破精（はぜ）とは、日本酒醸造過程における麹造り（製麹）の段階で重要視される概念である。麹菌（コウジカビ）の菌糸が蒸し米に根つき、喰い込んだように見える状態をいい、具体的に造り手など人間の肉眼からすると、米のあちこちに出てくる白い斑点をいう。
これは麹菌が徐々に繁殖してきた兆候である。繁殖にともない麹菌自らが繁殖熱を発するようになり、それをいかに散らし冷ますかが麹造りという工程の大きな部分を占める。
しかしこの白い斑点である破精が、米粒の一点だけに生じているのか、あるいは全体に生じているのか、によってその後の米の溶け具合が異なってくる。そのため注視される「どのような態様で破精が生じているか」を破精込み具合（はぜこみぐあい）という。
甘酒をはじめ糖化力の高さが求められる用途ではアミラーゼの産生量と質（力価）を重視することが一般的だが、後述のとおり、酒造りにおいては醪の溶け具合や麹米と掛米の仕込比率、微妙な品温管理、銘柄による風味の違いなど様々な要素が関わることから、破精込み具合（アミラーゼの産生量）のみをもって一概に麹の良し悪しが決まるものではない。
また、不良麹とされる、いわゆるバカ破精や、塗り破精であっても一律に廃棄されるわけではなく、程度によっては麹の仕込比率を高くするなどして使用されることもある。
破精込み具合によって、麹は以下のように分類して考えられる。
1. 突破精型（つきはぜがた） 破精が米粒の一点だけに生じた場合。淡麗で上品な酒質に仕上がるとされる。
2. 総破精型（そうはぜがた） 破精が米の全体に生じた場合。濃醇でどっしりした酒質に仕上がるとされる。

一般的に、突破精型は吟醸酒などに、総破精型は純米酒などに向くとされるが、そこは酒蔵のコンセプトによっていくらでも応用される範疇にある。